# レスター (企業)
株式会社レスター（英: Restar Corporation）は、東京都品川区東品川に本社を置く日本のエレクトロニクス系商社。

## 概要
2009年（平成21年）10月、共にソニー系エレクトロニクス商社であったユーエスシーと共信テクノソニックが共同持株会社として設立。主力はソニー製イメージセンサーでその他、半導体や電子部品も扱う。
2015年（平成27年）11月には加賀電子との経営統合を視野に入れた協議に入ったが、経営統合に関する諸条件の合意に至らず2016年（平成28年）4月には協議を中止している。

## 沿革
- 2009年（平成21年）10月 - 株式会社ユーエスシーと共信テクノソニック株式会社の共同持株会社として株式会社UKCホールディングス設立。同日、東京証券取引所市場第一部に株式を上場[1]。
- 2010年（平成22年）10月 - CU TECH CORPORATIONおよびその子会社である、東莞新優電子有限公司を子会社化[1]。
- 2011年（平成23年）10月 - 共信テクノソニック株式会社を存続会社として、株式会社ユーエスシーを吸収合併し、株式会社UKCエレクトロニクスに商号を変更[1]。
- 2015年（平成27年）4月 - 株式会社UKCエレクトロニクスの半導体及び電子部品事業を吸収分割により承継。株式会社UKCエレクトロニクスは、株式会社UKCテクノソリューションに商号を変更[1]。
- 2019年（平成31年）4月 - 株式会社バイテックホールディングス（東証一部・9957。合併に伴い2019年3月27日付で上場廃止[4]）と経営統合し、UKCホールディングスはバイテックホールディングスを吸収合併した上で、商号を株式会社レスターホールディングスへ変更[5][6]。デバイス事業は株式会社レスターエレクトロニクス（バイテックグローバルエレクトロニクス株式会社を同日付で商号変更）に継承。
- 2021年（令和3年）6月 - 株式公開買付けにより株式会社PALTEKを連結子会社化[7]、9月には完全子会社化した。
- 2024年（令和6年）4月1日 - 株式会社レスターホールディングスは株式会社レスターエレクトロニクス・株式会社レスターコミュニケーションズ・株式会社バイテックエネスタの3社を吸収合併し、株式会社レスターに社名を変更した[8]。

## グループ会社
- 株式会社レスターエンベデッドソリューションズ[9]
- 株式会社レスターサプライチェーンソリューション[9]
- 株式会社レスターＷＰＧ[9]
- 株式会社レスターデバイス[9]
- 株式会社アルスネット[9]
- 株式会社PALTEK[9]
- 株式会社レスターソリューションサポート[9]
- カードサービス株式会社[9]
- 共信コミュニケーションズ四国株式会社[9]
- タックシステム株式会社[9]
- 株式会社バイテックアグリパワー[9]
- 株式会社バイテックベジタブルファクトリー[9]
- 株式会社V-Power[9]
- UKC ELECTRONICS (H.K.) CO.,LTD.[10]
- RESTAR ELECTRONICS HONG KONG CO., LTD.[10]
- UKC ELECTRONICS (S) PTE,LTD.[10]
- CU TECH CORPORATION[10]
- RESTAR ELECTRONICS KOREA CORPORATION[10]
- RESTAR ELECTRONICS AMERICAS INC.[10]